# Рижский погром
Ри́жский погро́м — массовые убийства евреев, в том числе беженцев из города Шяуляй (Литва), коллаборационистами в первые дни немецкой оккупации Латвии.

## Погромы в Риге
После начала Второй мировой войны, немецкие войска начали наступление в Прибалтике с Литвы. Тысячи литовских евреев покидали республику, спасаясь от уничтожения. Евреи города Шяуляй бежали в соседнюю Латвию, большая часть беженцев застряла в Риге.
Количество евреев, проживавших в Риге на начало немецкой оккупации, историк Григорий Смирин оценивал в 37 тысяч человек.

### Действия пронацистского подполья
Первые подразделения германской полиции безопасности и Айнзацгруппа А СД вошли в Ригу с левого берега (Задвинья) 28 июня 1941 года. Они руководствовались распоряжением обергруппенфюрера СС Рейнхарда Гейдриха от 17 мая (оформленным как приказ 29 июня) о вовлечении местных жителей оккупированных территорий в уничтожение евреев, «не оставляя и следа», что предполагало провоцирование еврейских погромов, создание атмосферы террора, парализовывающей любое желание сопротивляться. Это намерение основывалось на связях с антисоветским подпольем Латвийской ССР, численность которого, по документам гитлеровских спецслужб, оценивалась в 30-40 тысяч человек. Депортация 14 июня 1941 года нанесла по этому подполью чувствительный удар, однако не разбила его полностью, так как в число депортированных членов антисоветских организаций вошло около 5 тысяч человек.
30 июня в Ригу прибыл командир Айнзацгруппы А Вальтер Шталекер вместе с бывшим руководителем агентурного отделения Латвийского управления политической полиции Робертом Штиглицем, который ранее был связан с немецкими спецслужбами и в 1940 году бежал в Германию, прихватив с собой списки своей агентуры, весьма пригодившиеся немцам при вербовке коллаборационистов.
Штиглиц и ещё 6 коллаборационистов смогли по телефону наладить связь с пронацистским подпольем на правобережье Риги, которым руководили агенты абвера, бывшие офицеры Латвийской армии А. Плеснерс и В. Деглавс. Эти группы начали создаваться зимой 1940—1941 года, копили силы и ждали момента, чтобы ударить в спину Красной армии. При отступлении Красной армии объединявшие в своих рядах десятки бойцов отряды коллаборационистов стали расстреливать отставших от частей красноармейцев, советских активистов, а также евреев, пытавшихся эвакуироваться на советскую территорию. Пронацистское подполье также стремилось помешать эвакуации гражданского населения из Риги.

### Антисемитская пропаганда и вербовка коллаборационистов
1 июля 1941 года немецкие войска заняли Ригу. Их вступление в город сопровождала массированная антисемитская пропаганда, распространявшаяся с помощью попавшего в руки коллаборационистов радиофона. «Истинных латышей» призывали «уничтожать внутреннего врага» — советских активистов и членов их семей, а также всех евреев независимо от политической принадлежности. Пронемецки настроенные жители встречали немецкие войска цветами и хлебом-солью, шествиями в национальных костюмах с флагами Германии и Латвийской республики.
С приходом немцев местные коллаборанты Э.Крейшманис, Вольдемар Йохан Скайстлаукс, Волдемар Вейс, В. Хазнерс предполагали, что смогут сформировать самостоятельные латышские воинские подразделения и полицию, однако комендант Риги полковник Вермахта В. Уллершпергер пресёк эти попытки. 1 июля он издал приказ об организации латышской вспомогательной полиции под контролем немецких оккупационных властей (Lettische Hilfspolizei). Во главе был поставлен Вольдемар Йохан Скайстлаукс (7 июля его сменил В. Вейс).
1 июля по радио, а на следующий день в прессе прозвучал призыв ко всем бывшим полицейским, айзсаргам, военнослужащим Латвийской армии и другим «патриотам» явиться на места своей службы, чтобы поучаствовать «в очистке нашей земли от вредных элементов».
1 июля бывший полицейский Виктор Арайс сколотил отряд из 100—150 человек, чей штаб разместился в Рижской префектуре, где в первые дни оккупации находился также Вальтер Шталекер, а также созданный на базе организации айзсаргов штаб «Сил самообороны».
2 июля Шталекер утвердил Арайса командиром соответствующей зондеркоманды (Sonderkommando Arajs). Команда Арайса приняла активное участие в начавшихся стихийных еврейских погромах. Латыши действовали против евреев по своему усмотрению. Они отнимали имущество и ценности, выкидывали людей из квартир, занимая их вместе с обстановкой. В день основания своей команды, 2 июля, Арайс издал приказ арестовывать евреев, идущих по улице, и приводить их в свой штаб на ул. Валдемара, 19. После нескольких дней пыток арестованных приводили по отдельности в кабинет Арайса, где тот заявлял, что готов освободить их за взятку. Тех, кто не мог заплатить, расстреливали сразу.
3 июля 1941 года команда Арайса получила приказ арестовать всех трудоспособных евреев-мужчин, которые были помещены в Рижскую центральную тюрьму, куда таким образом было свезено 6000 человек. Жён, которые пытались выяснить судьбу своих мужей, арестовывали. Женщины-латышки стали ходить по еврейским квартирам и предлагать помощь в том, чтобы связаться с заключёнными, передать им вещи, еду и деньги. Это оказалось чистым вымогательством, так как никакие контакты с заключёнными были невозможны.

### Уничтожение синагог
4 июля были сожжены заживо согнанные в дома религиозных служителей и в синагоги люди: такие акции прошли на улице Виляну, в Рижской большой хоральной синагоге на улице Гоголя («Ди гроссе хор шул», или «Гогел шул»), на Сауленштрассе. В тот же день латыши разгромили в городе более 20 синагог. Погибло около 2 тысяч человек. В докладе Эйнзацгруппы А от 7 июля 1941 года отмечалось: «все синагоги разрушены; уже 400 евреев ликвидировано».

### Свидетельства Людвига Сеи
Бывший министр иностранных дел и видный латышский дипломат Людвиг Сея (1885—1962) фиксирует в своем дневнике за 3 июля: «В ночь со 2 на 3 июля произошли аресты жидов. 3 июля арестованных заставили работать». Он наблюдает, как 8 июля 25 арестованных евреев используют на уборке помещений Министерства иностранных дел, где попытался обосноваться Сея в надежде получить при немцах протекторат для Латвии.
12 июля он снова отмечает в дневнике: «Уничтожение жидов происходит в больших количествах. Прошлой ночью расстреляно примерно 1000 жидов… Уничтожение жидов доверено „Перконкрустсу“. Латышский народ жидов не жалеет. Если бы не было немецких действий, думается, жиды бы легко отделались, потому что наши люди мягкосердечны».
Получив отказ властей рейхскомиссариата «Остланд» по поводу протектората, Сея отбывает в деревню и возвращается в ноябре, когда проходят массовые убийства в Румбуле. «Число расстрелянных жидов измеряется тысячами… Но не видно, чтобы латыши жалели жидов: только редкая латышская семья не понесла тяжелых потерь при большевиках, и хотя бы часть вины за это ложится на жидов», — отмечает Сея.

## Память
4 июля 1988 года на месте руин Большой хоральной синагоги был установлен памятный знак — большой серый камень со звездой Давида. В 2007 году рядом со зданием синагоги был открыт памятник Жанису Липке и другим спасителям евреев Латвии во время Холокоста. На памятнике написаны имена 270 человек, которые, рискуя своей жизнью, спасли от гибели более 400 евреев.
4 июля в Латвии отмечается День памяти жертв геноцида еврейского народа. Современные латышские историки Андриевс Эзергайлис и Карлис Кангерис оспаривают участие латышей в погромах и количество жертв. В частности, они утверждают, что в Большой хоральной синагоге в момент поджога «почти никого не было».

### Исторические
- И. Альтман, «Анатомия Холокоста. Причины ненависти».
- (нем.) Angrick, Andrej, and Klein, Peter, Die «Endlösung» in Riga. Ausbeutung und Vernichtung 1941—1944, Darmstadt 2006, ISBN 3-534-19149-8
- Ezergailis A. The Holocaust in Latvia 1941—1944—The Missing Center, Historical Institute of Latvia (in association with the United States Holocaust Memorial Museum) Riga 1996 ISBN 9984-9054-3-8
- Kaufmann, Max, Die Vernichtung des Judens Lettlands (The Destruction of the Jews of Latvia), Munich, 1947, English translation by Laimdota Mazzarins available on-line as Churbn Lettland - The Destruction of the Jews of Latvia (англ.). web.archive.org. Дата обращения: 7 февраля 2011. (all references in this article are to page numbers in the on-line edition)
- Press, Bernhard, The murder of the Jews in Latvia : 1941—1945, Evanston, Ill. : Northwestern University Press, 2000 ISBN 0-8101-1729-0
- Schneider, Gertrude, Journey into terror: story of the Riga Ghetto, (2d Ed.) Westport, Conn. : Praeger, 2001 ISBN 0-275-97050-7
- Уничтожение евреев в Латвии 1941—1945. (ред. М. Баркаган), Рига, 2008 ISBN 978-9984-9835-6-1
- М. Бобе. Евреи в Латвии, Рига, 2006, ISBN 9984-9835-3-6

### Расследования военных преступлений
- Stahlecker, Franz W., «Comprehensive Report of Einsatzgruppe A Operations up to 15 October 1941», Exhibit L-180, translated in part and reprinted in Office of the United States Chief of Counsel For Prosecution of Axis Criminality, Nazi Conspiracy and Aggression, Volume VII, pages 978—995, USGPO, Washington DC 1946 («Red Series»)

### Воспоминания
- Фрида Михельсон, «Я пережила Румбулу» — воспоминания узницы Рижского гетто рижской портнихи Фриды Михельсон, написанные ею в 1965—1967 годах (английский перевод: Frida Michelson, I Survived Rumbula, translated from Russian and edited by Wolf Goodman, The Holocaust Library, New York 1979 ISBN 0-89604-030-5).
- Ludvigs Sēja. Ez pazīstu vairs tikai sevi. Рига, Latvijas Mediji, 2017. — 576 c. — ISBN 9789934152894.

### Фильмы
- (нем.) Fritz Bauer Institut. Cinematographie des Holocaust (нем.). web.archive.org. Дата обращения: 12 июня 2011. (describes in detail the Nazi propaganda newsreel DEUTSCHE WOCHENSCHAU // [NR. 567 / 30 / 16.07.1941] ///, which includes scenes which the film says are of war damage in Riga, Latvians lining streets and welcoming German soldiers, NKVD atrocities, Jews forced to clean up war damage, Jews being attacked by angry Latvians, and the burning of the Great Choral Synagogue.)